# کنجی ایمای (بازیگر)
کنجی ایمای (انگلیسی: Kenji Imai؛ زادهٔ ۳۱ مارس ۱۹۳۲) بازیگر اهل ژاپن است.